# EEMEA
EEMEA (Eastern Europe, Middle East, Africa) — аббревиатура, обозначающая экономический регион и/или рынок сбыта, включающий в себя Восточную Европу (в том числе Россию), Ближний Восток и Африку.
Некоторые компании[какие?] используют этот термин, чтобы отделить область Западной и Центральной Европы от региона EMEA.

## См. также
- EMEA